# 正恒國際控股
正恒國際控股有限公司，簡稱正恒國際控股，以及正恒國際（英語：ZH International Holdings Limited，港交所：0185） ，在1995年建立，該公司前身為「特速集團有限公司」、「恆鋒集團有限公司」、「中國信貸集團有限公司」、「聯網信貸有限公司」，以及「恆輝企業控股有限公司」。
現時經營物業、酒店（包括「宮崎廣場酒店」、「札榥慧敏頓酒店」、「日本會津屋度假村」等）、旅遊（包括「特速旅遊有限公司」、「澳門特速旅遊有限公司」等）、金融產品等（以上全部出售），也是從建煌新記建築置業換取上市。
當時於新加坡、中國、日本等經營地方，現時僅於美國經營。當時主席為陳恆輝，以及其他董事會為陳統運（總裁）、陳統武、陳玉嬌等。現時為張敬國為主席及首席執行官。
當時旗下上市公司包括新加坡特速置地有限公司（新海逸集團有限公司前身）（佔63%股權），和羅敏娜控股有限公司（維京海事有限公司前身），也因為定位未能清晰而終止的。

## 外部連線
- hengfaienterprises.com
- zhsuccess.com/ （页面存档备份，存于）